# Adesmia boronioides
Adesmia boronioides, paramela, es una especie de planta con flores de leguminosas de la subfamilia de las Faboideae.

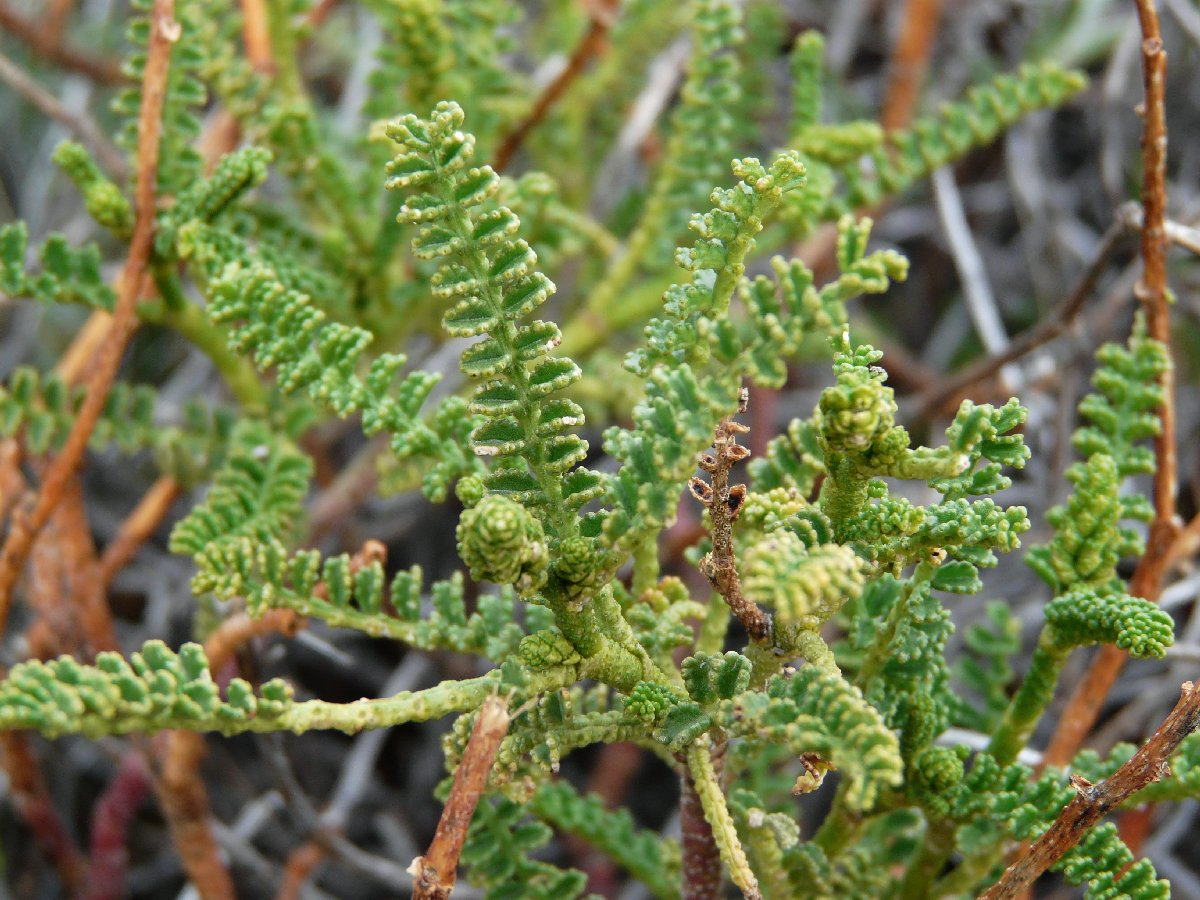
Vista de la planta

## Distribución y hábitat
Crece entre 2.000 y 3.500 m s. n. m. en la cordillera de los Andes, al sur de Argentina y Chile.

## Descripción
Es un arbusto más de la cordillera, de no más de 1 m de altura, perenne, ramas erectas, corteza amarilla, poco espinoso, hojas aciculares de 3-8 cm de largo, enmanojadas, flores diminutas, amarillas de hasta 1 cm; frutos muy plumosos en racimos.

## Usos
Adesmia boronioides posee efectos antiinflamatorios. Se utiliza como analgésico, para combatir dolores reumáticos y menstruales.
Su aceite esencial se emplea en la elaboración de fragancias.[cita requerida]

## Taxonomía
Adesmia boronioides fue descrita por Joseph Dalton Hooker y publicado en Flora Antarctica 1(2): 257. 1847.
Etimología
Adesmia: nombre genérico que deriva de las palabras griegas: 
a- (sin) y desme (paquete), en referencia a los estambres libres.
boronioides: epíteto latíno que significa "similar a Boronia" 	

## Nombre común
- Mapuche: eter-loncko o ether-loncko[8][9]
- Castellano: paramela, té pampa, té silvestre
- Quechua: yakeñ